# 만수천 (전라도)
만수천은 전라남도 구례군 좌사리 심원마을에서 발원하여 전북특별자치도 남원시를 흐르는 하천을 말한다. 